# Pizzo Centrale
Il Pizzo Centrale (2.999 m s.l.m.) è una montagna delle Alpi del Monte Leone e del San Gottardo nelle Alpi Lepontine.

## Descrizione
Si trova in Svizzera al confine tra il Canton Ticino ed il Canton Uri.